# Gérard Vervoort
Gérard Vervoort (né à Champien (Somme), le 6 mai 1936) est un athlète français, spécialiste du demi-fond, licencié successivement au Racing Club de France, à l'US Batilly (Meurthe-et-Moselle), à la VGA Saint-Maur et à l'ASPP.

## Palmarès
- 50 sélections en équipe de France A
- Il a détenu le record du monde du 4 × 1 500 mètres avec  Claude Nicolas, Michel Jazy et Jean Wadoux  dans le temps de 14 min 49 s (Colombes 25 juin 1965). Cette performance est restée :
  - record du monde du relais 4 × 1 500 mètres jusqu'au 17 août 1977, battu par la RFA.
  - record de France du relais 4 × 1500 mètres jusqu'au 23 juin 1979.
- Il est l'actuel codétenteur du record de France du relais 4 × 800 mètres en salle avec Maurice Lurot, Jean-Claude Durand et Michel Samper  avec un temps de 7 min 25 s 8 (Stuttgart 14 février 1964).
- Il a terminé 8e de la finale du 3000 mètres du championnat d'Europe en salle de 1971.

Championnats de France Élite :
- - 1er  du 800 m en 1958 - Champion de France
- - 2e du 1 500 m en 1960
- - 2e du 1 500 m en 1961
- - 2e du 3 000 m steeple en 1962
- - 2e du 3 000 m steeple en 1963
- - 2e du 3 000 m steeple en 1964
- - 2e du 1 500 m en 1965
- - 3e du 1 500 m en 1966
- - 2e du 1 500 m en 1968
- - 3e du 1 500 m en 1969

Championnats de France de relais :
- 4 × 800 mètres : 2 titres
- 4 × 1 500 mètres : 7 titres

Championnats de France de cross-country :
- par équipe : 12 titres

## Meilleur temps
| Épreuve         | Performance   | Date |
| --------------- | ------------- | ---- |
| 800 m           | 1 min 48 s 9  | 1960 |
| 1 000 m         | 2 min 21 s 0  | 1964 |
| 1 500 m         | 3 min 40 s 8  | 1965 |
| Mile            | 3 min 59 s 9  | 1967 |
| 2 000 m         | 5 min 6 s 2   | 1965 |
| 5 000 m         | 13 min 51 s 2 | 1968 |
| 3 000 m steeple | 8 min 51 s 0  | 1964 |